# Adobe GoLive
Adobe GoLive — програмний продукт для редагування веб-сторінок виробництва Adobe. Входив до складу Adobe Creative Suite до версії CS2 включно. Цей продукт замінив Adobe PageMill у лінійці продуктів Adobe.

## Історія
GoLive виник як флагманський продукт компанії GoNet Communication, Inc., яка тоді базувалася в Менло-Парк, Каліфорнія, та компанії-розробника GoNet Communications GmbH в Гамбурзі, Німеччина, в 1996 році. Пізніше GoNet змінила свою назву на GoLive Systems, Inc, а назву свого продукту на GoLive CyberStudio. Adobe придбала GoLive у 1999 році та змінила назву продукту GoLive CyberStudio на Adobe GoLive. Adobe взяла під свій контроль офіс у Гамбурзі, щоб продовжити розробку продукту.
На момент придбання CyberStudio був додатком лише для Macintosh. Навесні 1999 року Adobe випустила Adobe GoLive як для Macintosh, так і для Microsoft Windows.
Перші версії Dreamweaver і CyberStudio були випущені в аналогічні часові рамки. Однак Dreamweaver з часом став панівним WYSIWYG HTML-редактором за часткою ринку. Після придбання компанією Adobe компанії Macromedia (власника Dreamweaver) GoLive був поступово переорієнтований на традиційний ринок дизайну Adobe, і продукт став краще інтегрований з наявним набором програмних продуктів Adobe, орієнтованих на дизайн, а не на ринок професійної веб-розробки.
Пакет Adobe CS2 Premium містив GoLive CS2. З виходом Creative Suite 3 Adobe інтегрувала Dreamweaver як заміну GoLive і випустила GoLive 9 як окремий продукт.
У квітні 2008 року Adobe оголосила, що продажі та розробка GoLive припиняться на користь Dreamweaver.